# Centro Banaven
El Centro Banaven, conocido más popularmente como el Cubo Negro, es un edificio de oficinas de estilo moderno construido en Caracas, Venezuela. Su arquitectura geométrica, recubierta con paneles de cristal de color negro, le ha merecido su apodo oficial, siendo además un destacado referente urbanístico de la ciudad.

## Historia
En 1974 los directivos de Banaven, empresa destinada a proveer de soluciones espaciales para el sector bancario venezolano, sostuvo una reunión con el arquitecto estadounidense Philip Johnson (futuro Premio Pritzker) en la que se esbozaron los diseños conceptuales de un edificio situado en el este de la ciudad que se caracterizara por su vanguardismo. El resultado fue un cubo parageométrico con porciones removidas para dar un ambiente estructural abierto de manera diagonal a la Base Aérea Generalísimo Francisco de Miranda, que se vacía entre su interior  y exterior de manera escalonada y exponiendo las columnas de soporte.
El anteproyecto fue presentado por el estudio de Johnson y John Burgee a inicios de 1975. Los arquitectos Enrique Gómez, Carlos Eduardo Gómez y Jorge Landi, en colaboración con el ingeniero estructural Mathias Brewer, se familiarizaron con la propuesta y se encargaron de su desarrollo. La construcción estuvo a cargo de Tempreca C.A., con Leopoldo Anzola como jefe de obras, y con Pedro Alfonso y Carlos Villegas como ingenieros residentes.
La construcción inició en abril de 1976. La instalación del muro cortina de color negro que caracteriza su fachada comenzó a ser instalada en agosto de 1977. Los cristales de esta fachada fueron elaborados por las Industrias Macuto S.A., quien se encargó del techado metálico traslúcido que está sobre el espacio central, y que ocupa un área de 630 m². La construcción fue concluida en septiembre de 1978.
El edificio es en actualidad sede de importantes empresas, instituciones financieras y firmas jurídicas, y en sus niveles inferiores posee restaurantes y sucursales de cadenas de comida rápida.

## Arte

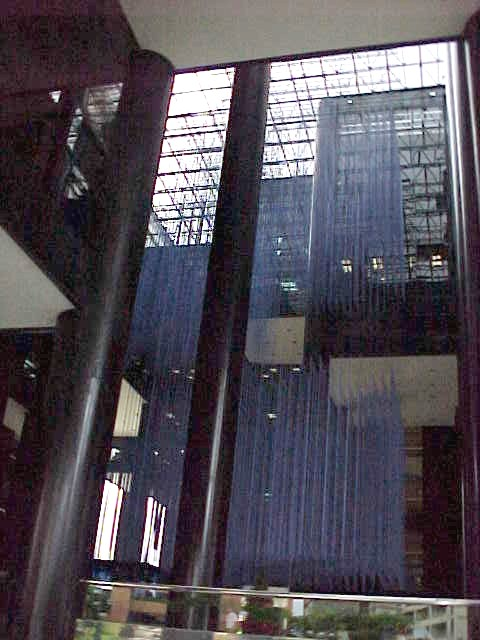
Lluvia (1978-1979), de Jesús Soto.

Entre 1978 y 1979 se instaló en el espacio principal interior la obra Volumen virtual suspendido de Jesús Soto, conocida también como "Lluvia", siendo un ejemplo de arte cinético. La misma está compuesta por un total de 2.480 tubos de aluminio colgados desde el techo y pintados de color azul cobalto mate. Asimismo forma parte de la serie de volúmenes suspendidos que realizó el artista, tales como el Cubo virtual azul y negro (1982) y la Esfera Caracas (1996).
Según Rafael Pereira, profesor de la Universidad Central de Venezuela, la galerista Denise René estuvo en Caracas para ver la obra, quien en el momento aseguró que era «la Capilla Sixtina de la modernidad».

## Supuesta inspiración
Se ha llegado a sugerir que el Centro Banaven estuvo inspirado en los templos de la antigüedad. Dadas las opiniones filofascistas de Johnson, quien incluso confesó una vez su admiración por Adolf Hitler, se ha intuido que pudo haber entrado en contacto con el ocultismo nazi, y al momento de diseñar el edificio pudo haber tomado referencias de construcciones religiosas de siglos pasados. El espacio interior sería una suerte de sala hipóstila, y el techo translúcido permitiría venerar a un dios solar. No obstante, esa versión no ha sido confirmada.